# Heinrich Gustav Magnus

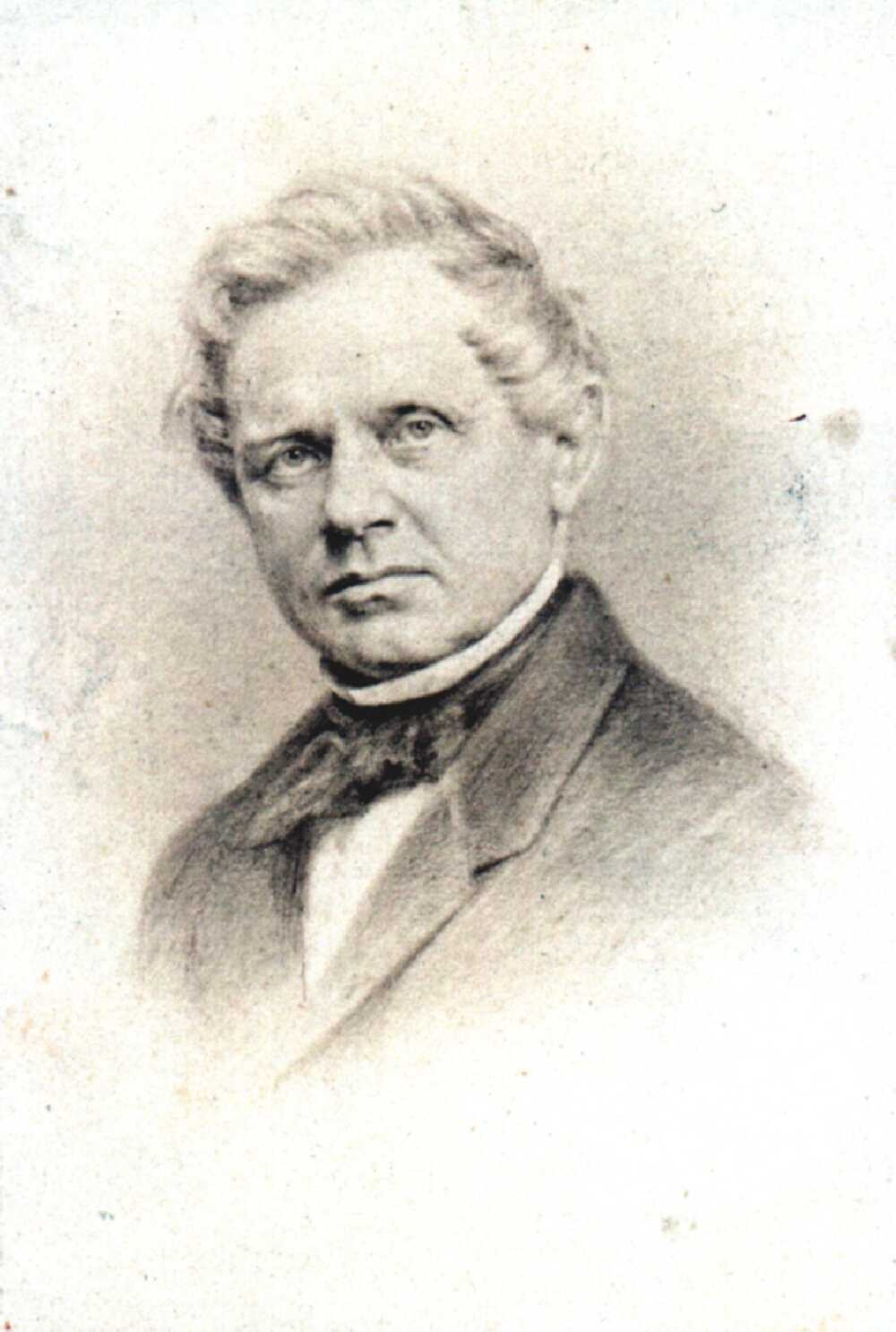
Heinrich Gustav Magnus

Heinrich Gustav Magnus (Berlijn, 2 mei 1802 – aldaar, 4 april 1870) was een Duitse scheikundige en natuurkundige. Het magnuseffect is naar hem genoemd.
Zijn vader was een welgestelde koopman en van zijn vijf broers werd er één, Eduard (1799-1872), een beroemd schilder. Na een studie in Berlijn ging hij naar de Universiteit van Stockholm, waar hij werkte onder Berzelius, en later naar Parijs waar hij studeerde onder Gay-Lussac en Thénard. In 1831 kwam hij terug in Berlijn als lector in techniek en natuurkunde aan de universiteit. In 1834 werd hij assistent-professor en in 1845 werd hij benoemd als professor.
Als leraar was zijn succes groot: zijn duidelijke stijl, de proeven en de perfecte demonstraties die hij hield trokken de aandacht van grote aantallen studenten en wetenschappers. Hij benadrukte het belang van toegepaste wetenschappen door excursies te organiseren naar fabrieken en werkplaatsen. Daarnaast vond hij de tijd om wekelijkse bijeenkomsten te houden in zijn huis over natuurkundige thema's met een select gezelschap van jonge studenten.